# Girl (Peppino di Capri)
Girl è il decimo album di Peppino di Capri, pubblicato nel novembre 1966.

## Descrizione
È l'ultimo album pubblicato dal cantante caprese per la Carisch. Seguirono infatti altri singoli e una raccolta su LP prima dell'abbandono di tale etichetta, e la fondazione della sua personale casa discografica, la Splash.
Nel disco vi sono alcuni discreti successi incisi dal cantante e dal suo complesso a cavallo tra il 1965 e il 1966. Tra questi troviamo Melancolie, ultimo singolo del cantante campano ad andare in Hit Parade in quegli anni (per il prossimo bisognerà aspettare il 1971 con Amare di meno), Girl, cover in italiano del brano dei Beatles, Operazione sole, che Di Capri aveva portato a Un disco per l'estate 1966, venendone eliminato durante la prima fase, e Ce vo tiempo, presentato al Festival di Napoli 1966, incluso anche nel film di Dino Risi Operazione San Gennaro. Vi sono anche due brani registrati appositamente per l'album, Un giorno cambierai, cover di un brano minore di Tom Jones, Worried man, e Dillo a tuo padre, traduzione italiana di un brano francese di Paul Piot.
E anche l'ultimo LP con Di Capri accompagnato dai Rockers nella sua formazione primaria, prima dell'uscita di scena del chitarrista Cenci e del saxista Varano. Probabilmente anche a causa della mancanza di brani originali di rilevanza (molte, come già accennato, sono interpretazioni tradotte di successi internazionali), non fu un disco di grande successo di vendite.
In copertina vi è la foto di una modella non meglio identificata, nel retro vi è un'immagine del cantante in bianco e nero.
Quest'album non è mai stato ripubblicato in CD.

## Formazione
- Peppino di Capri: voce, pianoforte, organo
- Mario Cenci; chitarra solista, cori
- Ettore Falconieri; batteria, percussioni varie, cori
- Pino Amenta; basso, cori
- Gabriele Varano; sassofono, cori

## Tracce
Lato A
1. Girl
2. Operazione sole
3. Quanno duie se vonno bene
4. Un giorno cambierai
5. La lunga strada
6. Adesso che c'è lei
7. Melancolie

Lato B
1. Lucia
2. La la la la la
3. Ce vò tiempo
4. Non chiedo più niente per me
5. Ora siamo qui
6. Dillo a tuo padre
7. La fuga